# Quercus jinpinensis
Quercus jinpinensis (Y.C.Hsu & H.Wei Jen) C.C.Huang – gatunek roślin z rodziny bukowatych (Fagaceae Dumort.). Występuje naturalnie w południowych Chinach – w południowo-wschodniej części prowincji Junnan.

## Morfologia
PokrójZimozielone drzewo.
LiścieBlaszka liściowa ma podługowato eliptyczny kształt. Mierzy 7–11 cm długości oraz 3–4,5 cm szerokości, jest piłkowana przy wierzchołku, ma zaokrągloną nasadę i spiczasty wierzchołek. Ogonek liściowy jest nagi i ma 10–15 mm długości.
OwoceOrzechy o jajowatym kształcie, dorastają do 18 mm długości i 15 mm średnicy. Osadzone są pojedynczo w kubkowatych miseczkach do połowy ich długości. Same miseczki mierzą 18 mm średnicy.